# Тиханов, Евграф Филиппович
 Евграф Филиппович Тиханов (1837—1908) — генерал от кавалерии (1907), участник кавказской войны, губернатор Черноморской губернии (1896—1901), военный губернатор Дагестанской области.

## Биография
Происходил из дворян войска Донского. Родился 10 (22) декабря 1837 года.
Окончив курс в отделении восточных языков при Новочеркасской гимназии (1856), 26 мая 1858 года был произведён в урядники и назначен военным переводчиком восточных языков Кавказской армии, а затем переводчиком при командующем войсками Прикаспийского края. Произведённый в 1861 году за отличие против горцев в сотники назначен письменным переводчиком при управлении Андийского округа. В том же году награждён за отличие против горцев орденом Святого Станислава 3-й ст. с мечами и бантом, а в 1863 году орденом Святой Анны 3-й ст. с мечами и бантом.
В 1864 году назначен помощником начальника Андийского округа, в следующем году назначен старшим адъютантом управления военного начальника Западного Дагестана. В 1867 году назначен помощником начальника Аварского округа, с оставлением в войске Донском. В 1876 году назначен помощником военного начальника Западного Дагестана, а в 1878 году назначен начальником Аварского округа. 
18 февраля 1880 года «за отличие в делах с мятежниками в Дагестане и Терской области в 1877 году» награждён золотой саблей с надписью «За храбрость». В 1883 году назначен начальником Гунибского округа, а в 1884 году — помощником военного губернатора Дагестанской области. В 1896 году назначен губернатором Черноморской губернии. С 1901 года — военный губернатор Дагестанской области. 15 июня 1907 года был произведён в генералы от кавалерии с увольнением от службы, с мундиром и с пенсией.
Умер в 1908 году.
Его именем назван посёлок в долине р. Аше. По недоразумению сейчас Тихановка называется Тихоновкой.